# SK Šacung Benešov
SK Šacung Benešov je sportovní klub (spolek) působící ve středočeském Benešově. Je členem České unie sportů (ČUS) a Českého nohejbalového svazu (ČNS). V roce 2021 sdružoval celkem 217 členů. Nohejbalový oddíl Šacungu se v roce 2010 stal mistrem české extraligy.

## Historie
Jméno sportovního klubu je neodmyslitelně spjato s dnes už legendární osadou Šacung u Kaliště – Lensedel v regionu Posázaví. Ta byla založena v roce 1947 spojením posázavských trampských osad Unkas a Key West. Samotný název osady byl odvozen od slova šacovat. Toto slova bylo používáno v těžké válečné době, kdy peněz nebylo nazbyt. Při placení výdajů, souvisejících s činností osady, docházelo k tzv. "šacování", což znamenalo vysypání obsahu kapes za účelem získání potřebné finanční částky. Vlastní název osady je zřejmě upravený tvar podle německého vzoru.
Osadní zázemí vzniklo z chaty s názvem Quebec. Kromě rekonstrukčních prací na osadní chatě se osadníci věnovali i sportovnímu vyžití, které představovalo koupání v Sázavě a hlavně v té době ještě nový sport - nohejbal. Ten se hrál na několik set metrů vzdálené ploše za druhé světové války rozestavěné dálnice Praha - Brno. Zde bylo vybudováno hřiště, kam se muselo nosit vápno a konve s vodou na kropení. Od roku 1952 se zde začal hrát Velikonoční turnaj dvojic, první osadní turnaj. Dalším mezníkem v historii osady byl rok 1961, kdy osada získala povolení ke stavbě sportovního areálu. Jako provizorní přístřešek v areálu se používala vyřazená maringotka. V roce 1963 bylo vystavěno hřiště a časem maringotku nahradila osadní chata. V tomto roce vznikl i hlavní osadní turnaj trojic na Šacungu.
Nohejbal nebyl jedinou sportovní činností osady. Hrál se zde i volejbal a tenis. Bylo sehráno i několik fotbalových utkání v Choceradech. V zimním období se činnost osady přesouvala do Prahy do restaurací. Zde se pořádaly oslavy Silvestra, společenské večery pro pražské nohejbalisty. Rok 1979 byl ve znamení další velké osadní akce, a to elektrifikace osady. Časem došlo k rozšíření osadní chaty. V roce 1988 došlo k první rekonstrukci osadního hřiště, které bylo vybaveno novými drenážemi. Druhá větší rekonstrukce proběhla v roce 1997, kdy došlo k rozšíření hřiště, doplnění dalších drenáží, terénní úpravám uvnitř a vně areálu a vybudování šatny.
Skromné osadní zázemí v převážně rekreační lokalitě nemohlo vyhovět stále se zvyšujícím požadavkům na kvalitu sportovního areálu, na výchovu mládeže, na ekonomiku klubu apod. Z tohoto důvodu se místní sportovní klub rozhodl přistoupit v roce 2009 k vybudování nového venkovního areálu v nejbližším okresním městě, Benešově.

## SK Šacung Benešov - oddíl nohejbalu
Nohejbalový oddíl SK Šacung Benešov je nejstarší, dosud působící nohejbalový oddíl v ČR. Organizovaných nohejbalových soutěží se účastní od roku 1955.

### Domácí dlouhodobé soutěže
Šacung a organizované soutěže. Toto spojení trvá od začátku nohejbalových soutěží. Již v padesátých letech byl Šacung jedním z členů první organizované dlouhodobé soutěže, legendární nohejbalové Trampské ligy, která se hrála v období 1953-61. Nejlepším umístěním bylo 3. místo z roku 1961. Po zániku Trampské ligy se družstvo osady pod názvem Dynamo Strašnice - Šacung od roku 1962 účastnilo nově založené Pražské nohejbalové soutěže. V ní se postavilo na stupně vítězů v letech 1963, 1964 na 2. místě a 1965 na 3. místě.
V sedmdesátých letech hráči Šacungu přešli pod hlavičku pražské TJ Dopravní podniky, v jejíž barvách hráli celorepublikovou ligovou soutěž, založenou roku 1972. Další družstva hrála nižší pražské soutěže. Nejlepším umístěním prvního družstva bylo 2. místo z roku 1981 a dvě 3. místa z let 1975 a 1978. Od roku 1991 hrálo první družstvo oddílu druhou nejvyšší ligovou soutěž, do nejvyšší se po několika neúspěšných pokusech vrátilo v roce 2000. To již od roku 1998 hrálo pod staronovým názvem Šacung. Na medaile si v nejvyšší ligové soutěži (extralize) první družstvo sáhlo díky 1. místu v roce 2010, 2. místu v letech 2006, 2008, 2013 a 3. místu v letech 2005, 2007, 2009 a 2012. Celkem klub získal 11 medailí v nejvyšší ligové soutěži mužů a 4 medaile z jejích předchůdců.
Kromě prvního družstva oddíl disponuje ještě dalšími družstvy mužů a mládeže.

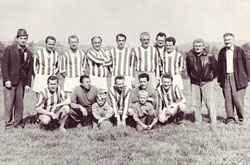
Družstvo Šacungu v roce 1968

### Historické názvy oddílu
- 1955–1961 - Šacung
- 1962–1971 – Dynamo Strašnice – Šacung
- 1972–1997 – TJ Dopravní Podniky Praha
- 1998–2003 – TJ DP Šacung
- 2004–2007 – SK Šacung 1947
- 2008–dosud – SK Šacung Benešov 1947

### Domácí jednorázové soutěže
Nohejbalový soutěžní ročník představuje kombinaci dlouhodobé soutěže družstev a jednorázových soutěží jednotlivců, dvojic, trojic a družstev. Od roku 1969 tvoří jádro jednorázových soutěží republikové šampionáty jednotlivců, dvojic, trojic (Mistrovství ČR, dříve ČSR a ČSSR). V některých období národní šampionáty doplňovala jednorázová pohárová soutěž družstev (Československý pohár, Český pohár).
Na stupně vítězů národního šampionátu se Šacung postavil díky titulu v letech 1981 (dvojice), 1987 (trojice), 1989 (trojice), 1991 (trojice), 2004 (jednotlivci), 2006 (trojice), 2009–10 (trojice), 2012 (dvojice), 2013 (trojice), 2. místu v letech 1975 (dvojice), 1987–88 (dvojice), 1991 (dvojice), 2008 (dvojice), 2016 (trojice) a 3. místu v letech 1984 (dvojice a trojice), 2004 (dvojice), 2008–09 (trojice), 2010 (jednotlivci), 2011 (trojice), 2013 (jednotlivci), 2015 (trojice), 2016 (dvojice a jednotlivci), 2017 (jednotlivci). Celkem klub získal z republikových šampionátů 29 medailí. V pohárové soutěži družstev se Šacung dočkal medailového zisku 2. místem v roce 2004 a 3. místem v roce 2003.

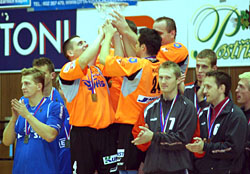
Šacung vítězí na Mistrovství ČR trojic mužů v roce 2009

### Mezinárodní jednorázové soutěže klubových družstev
K soutěžím tohoto typu patří Pohár evropských mistrů (PEM), Evropský pohár a mezinárodní ročníky Poháru ČNS. Šacung i zde v krátké historii těchto soutěží zacinkal medailemi, a to díky 1. místu v roce 2011 (Evropský pohár) a 3. místům v roce 2007 (Pohár ČNS) a 2008 (Evropský pohár). V PEM oddíl dosud nestartoval.
Mimo soutěží Českého nohejbalového svazu získali hráči oddílu i významné úspěchy na nesvazových mezinárodních turnajích v Česku a na Slovensku

### Mezinárodní jednorázové soutěže reprezentačních družstev
Kromě klubových soutěží se hráči Šacungu, kteří byli vybráni do reprezentačního družstva, účastnili i mezinárodních jednorázových soutěží reprezentačních družstev. A to Mistrovství světa mužů (od roku 1994), Mistrovství Evropy mužů(od roku 1991), Světového poháru mužů (od roku 1996), Mistrovství světa juniorů a žen (od roku 2000).
I na reprezentační půdě zanechává Šacung svou nesmazatelnou stopu. Mužský světový titul putuje na Šacung zásluhou Richarda Makary (reprezentace SR) v letech 2002, 2004, 2006, 2012, evropský titul zásluhou stejného hráče v roce 2005 a 2011. 2. místo zajistili Martin Březina (reprezentace ČR) na MS 2000, Josef Řehák (reprezentace ČR) na MS 2006 a 2008, František Kalas a Jiří Holub (reprezentace ČR) na MS 2008 a Jiří Doubrava (reprezentace ČR) na ME 2009. Další medailové úspěchy obstaral Richard Makara díky 1. místu na SP 2006, juniorským světovým titulem pak Aleš Hlavička na MSJ 2006 a Ladislav Štěpař na MSJ 2012.

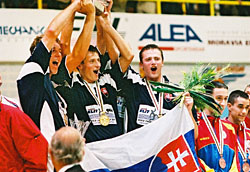
Richard Makara se světovým titulem na Mistrovství světa v roce 2004

### Mezinárodní turnaj na osadě Šacung
Mezinárodní turnaj na osadě Šacung, kterého se pravidelně účastní nejlepší mužské trojice z českých a slovenských ligových soutěží, dnes nese název Šacung OMV. Byl založen v roce 1963, tedy v éře začínajícího rozkvětu této nejatraktivnější formy nohejbalové soutěže.
Zpočátku se jednalo o turnaj výběrový dle stanoveného klíče, později o turnaj otevřený. Dnes je na osadě Šacung každoročně pořádáno několik turnajů, a tak hlavní, mezinárodní turnaj, zůstává otevřen pouze pro ligové hráče. Součástí turnaje jsou doprovodné nebo exhibiční akce (fotbaloví internacionálové, ženský reprezentační výběr, veteráni). Společně s pražskou Poslední smečí a vsetínským Austin Cupem se jedná o jeden z nejprestižnějších mezinárodních nohejbalových turnajů v ČR. Dosud se turnaje zúčastnila družstva z ČR, Slovenska, Švýcarska, Rumunska a USA. Tradičním termínem konání je poslední (výjimečně v některých letech předposlední) červencová sobota.

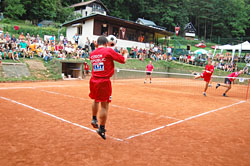
Mezinárodní turnaj na osadě Šacung

### Mezinárodní turnaj v Benešově
V letech 2006-08 byl v Benešově pod názvem ITD Cup oddílem ve spolupráci s Okresním nohejbalovým svazem Benešov pořádán jeden z turnajů mezinárodního pohárového seriálu mužských družstev. Hrán byl v benešovských halách ZŠ Dukelská a ZŠ Jiráskova. Zúčastnila se družstva z ČR, SR a Rumunska. Termínem byla třetí březnová sobota.

### Další turnaje
Turnaj trojic Posázaví (Memoriál Josefa Nového) byl druhým nejvýznamnějším turnajem, pořádaným do roku 2016 na osadě Šacung. Byl založen v roce 1987 a o tradice se na rozdíl od jeho slavnějšího sourozence nedá hovořit ve slova smyslu. V minulosti totiž nesl turnaj i jiné názvy (např. O štít únorového vítězství), termín pořádání nebyl pevně zakotven a některé ročníky se nekonaly. Po úmrtí zakladatele turnaje, významného hráče, trenéra, rozhodčího, funkcionáře a organizátora celorepublikového významu Josefa Nového, nese turnaj jeho jméno. Turnaj Posázaví byl vždy určen pouze neligovým hráčům. Dalšími pořádanými akcemi na osadě Šacung jsou turnaje regionálního významu, turnaje resortní a losované turnaje klubové. Pro školní mládež je v Benešově pořádán turnaj okresního kola Poháru ČNS základních škol.

### Tréninkové centrum mládeže
V roce 2016 byl Šacungu jako jednomu ze sedmi klubů v ČR přidělen Českým nohejbalovým svazem statut tréninkového centra mládeže. V roce 2021 je tvořilo celkem 7 středisek v Benešově (hlavní), Mnichovicích, Kunicích, Postupicích, Neveklově, Bystřici a Divišově. Některá střediska fungovala formou školních kroužků. Pro střediska TCM je pořádán venkovní turnajový seriál Pohár mistra světa, jehož patronem je exreprezentant Richard Makara a dále zimní halový turnaj Memoriál Jaroslava Šleicherta. V létě pak probíhá kemp mládeže Rio Lipno.